# 佐々鎮子
佐々 鎮子（さっさ しずこ、生没年不詳）は、江戸幕府12代将軍徳川家慶から最後の将軍徳川慶喜まで、4代にわたって将軍・正室に仕えた奥女中。特に13代将軍徳川家定の正室天璋院の身の回りの世話などをしていたことで知られる。

## 略歴
弘化年間（1844年 - 1848年）に大奥に入り、御次として将軍4代にわたって仕える。慶応4年（1868年）に天璋院が大奥を退去する際にも、御年寄の瀧山らとともに従ったという。
明治24年（1891年）4月23日の第4回旧事諮問会に元御中臈・箕浦はな子とともに出席し、天璋院の日常生活、大奥の制度、風俗などに関する貴重な証言を残した。なお、この証言は「旧事諮問録」の上巻に収録されている。